# Кубок світу з регбі-15 2015
Восьмий кубок світу з регбі-15 проходив із 18 вересня до 31 жовтня 2015 року. Господар турніру — Англія, проте деякі матчі відбувалися в Кардіффі, Уельс. Турнір проходив під егідою організації Світове регбі, що до листопада 2014 носила назву Міжнародної ради регбі (IRB).
Англія отримала право на проведення змагання в липні 2009 року. Її конкурентами була Італія, Японія та ПАР. Хоча IRB змінила назву, турнір проходив ще під її символікою. Тільки наступний чемпіонат 2019 року проходитиме під брендом Світового регбі.
У турнірі брали участь 20 команд. 12 команд отримали право на участь у турнірі 2011 року, інші 8 пройшли через сито відбіру. Єдина зміна в порівнянні з попереднім турніром 2011 року — Уругвай замінив Росію, перемігши її у плей-офі відбіркових змагань.

## Формат
20 команд спочатку розбитито на 5 груп, у яких команди зіграли по колу. На цьому етапі за перемогу команда отримує 4 очки, за нічию — 2, за поразку — жодного. Додаткові очки команди можуть отримати здійснивши в грі 4 або більше спроби, а також за поразку з різницею 7 очок і менше. До чвертьфіналу виходять по дві команди з групи. Перші три команди з групи отримують право на участь у наступному чемпіонаті.
Надалі турнір проходив за системою з вибуванням із матчем за 3-є місце.

## Арени
| Лондон                                                              | Лондон | Лондон | Лондон | Лондон | Кардіфф (Уельс)                                                              |
| ------------------------------------------------------------------- | --- | --- | --- | --- | ---------------------------------------------------------------------------- |
| Вемблі                                                              | Твікенем | Твікенем | Олімпійський стадіон | Олімпійський стадіон | Мілленіум                                                                    |
| 51°33′21″ пн. ш. 0°16′47″ зх. д. / 51.55583° пн. ш. 0.27972° зх. д. | 51°27′22″ пн. ш. 0°20′30″ зх. д. / 51.45611° пн. ш. 0.34167° зх. д. | 51°27′22″ пн. ш. 0°20′30″ зх. д. / 51.45611° пн. ш. 0.34167° зх. д. | 51°32′19″ пн. ш. 0°00′59″ зх. д. / 51.53861° пн. ш. 0.01639° зх. д. | 51°32′19″ пн. ш. 0°00′59″ зх. д. / 51.53861° пн. ш. 0.01639° зх. д. | 51°28′40″ пн. ш. 3°11′00″ зх. д. / 51.47778° пн. ш. 3.18333° зх. д.          |
| Місткість: 90,000                                                   | Місткість: 81,605 | Місткість: 81,605 | Місткість: 54,000 | Місткість: 54,000 | Місткість: 74,154                                                            |
|                                                                     | | | | |                                                                              |
| Ньюкасл                                                             | Вемблі Олімпійський стадіон Твікенем Вілла Парк Фалмер Сіті оф Манчестер Сенді-Парк Мілленіум Кінгзголм Стедіум Елланд Роуд Кінг Павер Стедіум Стадіон мк Сент-Джеймс Паркclass=notpageimage\| Розташування 13 стадіонів, що приймають матчі Кубка світу 2015, оголошено 2 травня 2013 | Вемблі Олімпійський стадіон Твікенем Вілла Парк Фалмер Сіті оф Манчестер Сенді-Парк Мілленіум Кінгзголм Стедіум Елланд Роуд Кінг Павер Стедіум Стадіон мк Сент-Джеймс Паркclass=notpageimage\| Розташування 13 стадіонів, що приймають матчі Кубка світу 2015, оголошено 2 травня 2013 | Вемблі Олімпійський стадіон Твікенем Вілла Парк Фалмер Сіті оф Манчестер Сенді-Парк Мілленіум Кінгзголм Стедіум Елланд Роуд Кінг Павер Стедіум Стадіон мк Сент-Джеймс Паркclass=notpageimage\| Розташування 13 стадіонів, що приймають матчі Кубка світу 2015, оголошено 2 травня 2013 | Вемблі Олімпійський стадіон Твікенем Вілла Парк Фалмер Сіті оф Манчестер Сенді-Парк Мілленіум Кінгзголм Стедіум Елланд Роуд Кінг Павер Стедіум Стадіон мк Сент-Джеймс Паркclass=notpageimage\| Розташування 13 стадіонів, що приймають матчі Кубка світу 2015, оголошено 2 травня 2013 | Манчестер                                                                    |
| Сент-Джеймс Парк                                                    | Вемблі Олімпійський стадіон Твікенем Вілла Парк Фалмер Сіті оф Манчестер Сенді-Парк Мілленіум Кінгзголм Стедіум Елланд Роуд Кінг Павер Стедіум Стадіон мк Сент-Джеймс Паркclass=notpageimage\| Розташування 13 стадіонів, що приймають матчі Кубка світу 2015, оголошено 2 травня 2013 | Вемблі Олімпійський стадіон Твікенем Вілла Парк Фалмер Сіті оф Манчестер Сенді-Парк Мілленіум Кінгзголм Стедіум Елланд Роуд Кінг Павер Стедіум Стадіон мк Сент-Джеймс Паркclass=notpageimage\| Розташування 13 стадіонів, що приймають матчі Кубка світу 2015, оголошено 2 травня 2013 | Вемблі Олімпійський стадіон Твікенем Вілла Парк Фалмер Сіті оф Манчестер Сенді-Парк Мілленіум Кінгзголм Стедіум Елланд Роуд Кінг Павер Стедіум Стадіон мк Сент-Джеймс Паркclass=notpageimage\| Розташування 13 стадіонів, що приймають матчі Кубка світу 2015, оголошено 2 травня 2013 | Вемблі Олімпійський стадіон Твікенем Вілла Парк Фалмер Сіті оф Манчестер Сенді-Парк Мілленіум Кінгзголм Стедіум Елланд Роуд Кінг Павер Стедіум Стадіон мк Сент-Джеймс Паркclass=notpageimage\| Розташування 13 стадіонів, що приймають матчі Кубка світу 2015, оголошено 2 травня 2013 | Сіті оф Манчестер                                                            |
| Місткість: 52,409                                                   | Вемблі Олімпійський стадіон Твікенем Вілла Парк Фалмер Сіті оф Манчестер Сенді-Парк Мілленіум Кінгзголм Стедіум Елланд Роуд Кінг Павер Стедіум Стадіон мк Сент-Джеймс Паркclass=notpageimage\| Розташування 13 стадіонів, що приймають матчі Кубка світу 2015, оголошено 2 травня 2013 | Вемблі Олімпійський стадіон Твікенем Вілла Парк Фалмер Сіті оф Манчестер Сенді-Парк Мілленіум Кінгзголм Стедіум Елланд Роуд Кінг Павер Стедіум Стадіон мк Сент-Джеймс Паркclass=notpageimage\| Розташування 13 стадіонів, що приймають матчі Кубка світу 2015, оголошено 2 травня 2013 | Вемблі Олімпійський стадіон Твікенем Вілла Парк Фалмер Сіті оф Манчестер Сенді-Парк Мілленіум Кінгзголм Стедіум Елланд Роуд Кінг Павер Стедіум Стадіон мк Сент-Джеймс Паркclass=notpageimage\| Розташування 13 стадіонів, що приймають матчі Кубка світу 2015, оголошено 2 травня 2013 | Вемблі Олімпійський стадіон Твікенем Вілла Парк Фалмер Сіті оф Манчестер Сенді-Парк Мілленіум Кінгзголм Стедіум Елланд Роуд Кінг Павер Стедіум Стадіон мк Сент-Джеймс Паркclass=notpageimage\| Розташування 13 стадіонів, що приймають матчі Кубка світу 2015, оголошено 2 травня 2013 | Місткість: 55,097                                                            |
| 54°58′32″ пн. ш. 1°37′18″ зх. д. / 54.97556° пн. ш. 1.62167° зх. д. | Вемблі Олімпійський стадіон Твікенем Вілла Парк Фалмер Сіті оф Манчестер Сенді-Парк Мілленіум Кінгзголм Стедіум Елланд Роуд Кінг Павер Стедіум Стадіон мк Сент-Джеймс Паркclass=notpageimage\| Розташування 13 стадіонів, що приймають матчі Кубка світу 2015, оголошено 2 травня 2013 | Вемблі Олімпійський стадіон Твікенем Вілла Парк Фалмер Сіті оф Манчестер Сенді-Парк Мілленіум Кінгзголм Стедіум Елланд Роуд Кінг Павер Стедіум Стадіон мк Сент-Джеймс Паркclass=notpageimage\| Розташування 13 стадіонів, що приймають матчі Кубка світу 2015, оголошено 2 травня 2013 | Вемблі Олімпійський стадіон Твікенем Вілла Парк Фалмер Сіті оф Манчестер Сенді-Парк Мілленіум Кінгзголм Стедіум Елланд Роуд Кінг Павер Стедіум Стадіон мк Сент-Джеймс Паркclass=notpageimage\| Розташування 13 стадіонів, що приймають матчі Кубка світу 2015, оголошено 2 травня 2013 | Вемблі Олімпійський стадіон Твікенем Вілла Парк Фалмер Сіті оф Манчестер Сенді-Парк Мілленіум Кінгзголм Стедіум Елланд Роуд Кінг Павер Стедіум Стадіон мк Сент-Джеймс Паркclass=notpageimage\| Розташування 13 стадіонів, що приймають матчі Кубка світу 2015, оголошено 2 травня 2013 | 53°28′59″ пн. ш. 2°12′1″ зх. д. / 53.48306° пн. ш. 2.20028° зх. д.           |
|                                                                     | Вемблі Олімпійський стадіон Твікенем Вілла Парк Фалмер Сіті оф Манчестер Сенді-Парк Мілленіум Кінгзголм Стедіум Елланд Роуд Кінг Павер Стедіум Стадіон мк Сент-Джеймс Паркclass=notpageimage\| Розташування 13 стадіонів, що приймають матчі Кубка світу 2015, оголошено 2 травня 2013 | Вемблі Олімпійський стадіон Твікенем Вілла Парк Фалмер Сіті оф Манчестер Сенді-Парк Мілленіум Кінгзголм Стедіум Елланд Роуд Кінг Павер Стедіум Стадіон мк Сент-Джеймс Паркclass=notpageimage\| Розташування 13 стадіонів, що приймають матчі Кубка світу 2015, оголошено 2 травня 2013 | Вемблі Олімпійський стадіон Твікенем Вілла Парк Фалмер Сіті оф Манчестер Сенді-Парк Мілленіум Кінгзголм Стедіум Елланд Роуд Кінг Павер Стедіум Стадіон мк Сент-Джеймс Паркclass=notpageimage\| Розташування 13 стадіонів, що приймають матчі Кубка світу 2015, оголошено 2 травня 2013 | Вемблі Олімпійський стадіон Твікенем Вілла Парк Фалмер Сіті оф Манчестер Сенді-Парк Мілленіум Кінгзголм Стедіум Елланд Роуд Кінг Павер Стедіум Стадіон мк Сент-Джеймс Паркclass=notpageimage\| Розташування 13 стадіонів, що приймають матчі Кубка світу 2015, оголошено 2 травня 2013 |                                                                              |
| Бірмінгем                                                           | Вемблі Олімпійський стадіон Твікенем Вілла Парк Фалмер Сіті оф Манчестер Сенді-Парк Мілленіум Кінгзголм Стедіум Елланд Роуд Кінг Павер Стедіум Стадіон мк Сент-Джеймс Паркclass=notpageimage\| Розташування 13 стадіонів, що приймають матчі Кубка світу 2015, оголошено 2 травня 2013 | Вемблі Олімпійський стадіон Твікенем Вілла Парк Фалмер Сіті оф Манчестер Сенді-Парк Мілленіум Кінгзголм Стедіум Елланд Роуд Кінг Павер Стедіум Стадіон мк Сент-Джеймс Паркclass=notpageimage\| Розташування 13 стадіонів, що приймають матчі Кубка світу 2015, оголошено 2 травня 2013 | Вемблі Олімпійський стадіон Твікенем Вілла Парк Фалмер Сіті оф Манчестер Сенді-Парк Мілленіум Кінгзголм Стедіум Елланд Роуд Кінг Павер Стедіум Стадіон мк Сент-Джеймс Паркclass=notpageimage\| Розташування 13 стадіонів, що приймають матчі Кубка світу 2015, оголошено 2 травня 2013 | Вемблі Олімпійський стадіон Твікенем Вілла Парк Фалмер Сіті оф Манчестер Сенді-Парк Мілленіум Кінгзголм Стедіум Елланд Роуд Кінг Павер Стедіум Стадіон мк Сент-Джеймс Паркclass=notpageimage\| Розташування 13 стадіонів, що приймають матчі Кубка світу 2015, оголошено 2 травня 2013 | Лідс                                                                         |
| Вілла Парк                                                          | Вемблі Олімпійський стадіон Твікенем Вілла Парк Фалмер Сіті оф Манчестер Сенді-Парк Мілленіум Кінгзголм Стедіум Елланд Роуд Кінг Павер Стедіум Стадіон мк Сент-Джеймс Паркclass=notpageimage\| Розташування 13 стадіонів, що приймають матчі Кубка світу 2015, оголошено 2 травня 2013 | Вемблі Олімпійський стадіон Твікенем Вілла Парк Фалмер Сіті оф Манчестер Сенді-Парк Мілленіум Кінгзголм Стедіум Елланд Роуд Кінг Павер Стедіум Стадіон мк Сент-Джеймс Паркclass=notpageimage\| Розташування 13 стадіонів, що приймають матчі Кубка світу 2015, оголошено 2 травня 2013 | Вемблі Олімпійський стадіон Твікенем Вілла Парк Фалмер Сіті оф Манчестер Сенді-Парк Мілленіум Кінгзголм Стедіум Елланд Роуд Кінг Павер Стедіум Стадіон мк Сент-Джеймс Паркclass=notpageimage\| Розташування 13 стадіонів, що приймають матчі Кубка світу 2015, оголошено 2 травня 2013 | Вемблі Олімпійський стадіон Твікенем Вілла Парк Фалмер Сіті оф Манчестер Сенді-Парк Мілленіум Кінгзголм Стедіум Елланд Роуд Кінг Павер Стедіум Стадіон мк Сент-Джеймс Паркclass=notpageimage\| Розташування 13 стадіонів, що приймають матчі Кубка світу 2015, оголошено 2 травня 2013 | Елланд Роуд                                                                  |
| Місткість: 42,785                                                   | Вемблі Олімпійський стадіон Твікенем Вілла Парк Фалмер Сіті оф Манчестер Сенді-Парк Мілленіум Кінгзголм Стедіум Елланд Роуд Кінг Павер Стедіум Стадіон мк Сент-Джеймс Паркclass=notpageimage\| Розташування 13 стадіонів, що приймають матчі Кубка світу 2015, оголошено 2 травня 2013 | Вемблі Олімпійський стадіон Твікенем Вілла Парк Фалмер Сіті оф Манчестер Сенді-Парк Мілленіум Кінгзголм Стедіум Елланд Роуд Кінг Павер Стедіум Стадіон мк Сент-Джеймс Паркclass=notpageimage\| Розташування 13 стадіонів, що приймають матчі Кубка світу 2015, оголошено 2 травня 2013 | Вемблі Олімпійський стадіон Твікенем Вілла Парк Фалмер Сіті оф Манчестер Сенді-Парк Мілленіум Кінгзголм Стедіум Елланд Роуд Кінг Павер Стедіум Стадіон мк Сент-Джеймс Паркclass=notpageimage\| Розташування 13 стадіонів, що приймають матчі Кубка світу 2015, оголошено 2 травня 2013 | Вемблі Олімпійський стадіон Твікенем Вілла Парк Фалмер Сіті оф Манчестер Сенді-Парк Мілленіум Кінгзголм Стедіум Елланд Роуд Кінг Павер Стедіум Стадіон мк Сент-Джеймс Паркclass=notpageimage\| Розташування 13 стадіонів, що приймають матчі Кубка світу 2015, оголошено 2 травня 2013 | Місткість: 37,914                                                            |
| 52°30′33″ пн. ш. 1°53′5″ зх. д. / 52.50917° пн. ш. 1.88472° зх. д.  | Вемблі Олімпійський стадіон Твікенем Вілла Парк Фалмер Сіті оф Манчестер Сенді-Парк Мілленіум Кінгзголм Стедіум Елланд Роуд Кінг Павер Стедіум Стадіон мк Сент-Джеймс Паркclass=notpageimage\| Розташування 13 стадіонів, що приймають матчі Кубка світу 2015, оголошено 2 травня 2013 | Вемблі Олімпійський стадіон Твікенем Вілла Парк Фалмер Сіті оф Манчестер Сенді-Парк Мілленіум Кінгзголм Стедіум Елланд Роуд Кінг Павер Стедіум Стадіон мк Сент-Джеймс Паркclass=notpageimage\| Розташування 13 стадіонів, що приймають матчі Кубка світу 2015, оголошено 2 травня 2013 | Вемблі Олімпійський стадіон Твікенем Вілла Парк Фалмер Сіті оф Манчестер Сенді-Парк Мілленіум Кінгзголм Стедіум Елланд Роуд Кінг Павер Стедіум Стадіон мк Сент-Джеймс Паркclass=notpageimage\| Розташування 13 стадіонів, що приймають матчі Кубка світу 2015, оголошено 2 травня 2013 | Вемблі Олімпійський стадіон Твікенем Вілла Парк Фалмер Сіті оф Манчестер Сенді-Парк Мілленіум Кінгзголм Стедіум Елланд Роуд Кінг Павер Стедіум Стадіон мк Сент-Джеймс Паркclass=notpageimage\| Розташування 13 стадіонів, що приймають матчі Кубка світу 2015, оголошено 2 травня 2013 | 53°46′40″ пн. ш. 1°34′20″ зх. д. / 53.77778° пн. ш. 1.57222° зх. д.          |
|                                                                     | Вемблі Олімпійський стадіон Твікенем Вілла Парк Фалмер Сіті оф Манчестер Сенді-Парк Мілленіум Кінгзголм Стедіум Елланд Роуд Кінг Павер Стедіум Стадіон мк Сент-Джеймс Паркclass=notpageimage\| Розташування 13 стадіонів, що приймають матчі Кубка світу 2015, оголошено 2 травня 2013 | Вемблі Олімпійський стадіон Твікенем Вілла Парк Фалмер Сіті оф Манчестер Сенді-Парк Мілленіум Кінгзголм Стедіум Елланд Роуд Кінг Павер Стедіум Стадіон мк Сент-Джеймс Паркclass=notpageimage\| Розташування 13 стадіонів, що приймають матчі Кубка світу 2015, оголошено 2 травня 2013 | Вемблі Олімпійський стадіон Твікенем Вілла Парк Фалмер Сіті оф Манчестер Сенді-Парк Мілленіум Кінгзголм Стедіум Елланд Роуд Кінг Павер Стедіум Стадіон мк Сент-Джеймс Паркclass=notpageimage\| Розташування 13 стадіонів, що приймають матчі Кубка світу 2015, оголошено 2 травня 2013 | Вемблі Олімпійський стадіон Твікенем Вілла Парк Фалмер Сіті оф Манчестер Сенді-Парк Мілленіум Кінгзголм Стедіум Елланд Роуд Кінг Павер Стедіум Стадіон мк Сент-Джеймс Паркclass=notpageimage\| Розташування 13 стадіонів, що приймають матчі Кубка світу 2015, оголошено 2 травня 2013 |                                                                              |
| Лестер                                                              | Брайтон | Мілтон-Кінз | Мілтон-Кінз | Глостер | Ексетер                                                                      |
| Кінг Павер Стедіум                                                  | Фалмер | Стадіон мк | Стадіон мк | Кінгзголм Стедіум | Сенді-Парк                                                                   |
| 52°37′13″ пн. ш. 1°8′32″ зх. д. / 52.62028° пн. ш. 1.14222° зх. д.  | 50°51′42″ пн. ш. 0°4′59.80″ зх. д. / 50.86167° пн. ш. 0.0832778° зх. д. | 52°00′34″ пн. ш. 00°44′00″ зх. д. / 52.00944° пн. ш. 0.73333° зх. д. | 52°00′34″ пн. ш. 00°44′00″ зх. д. / 52.00944° пн. ш. 0.73333° зх. д. | 51°52′18″ пн. ш. 2°14′34″ зх. д. / 51.87167° пн. ш. 2.24278° зх. д. | 50°42′33.51″ пн. ш. 3°28′3.26″ зх. д. / 50.7093083° пн. ш. 3.4675722° зх. д. |
| Місткість: 32,312                                                   | Місткість: 30,750 | Місткість: 30,717 | Місткість: 30,717 | Місткість: 16,500 | Місткість: 12,300                                                            |
|                                                                     | | | | |                                                                              |

## Груповий етап

### Група A
| Команда   | І | В | Н | П | Сп | ЗдО | ПрО | +/−  | БО | Очки |
| --------- | - | - | - | - | -- | --- | --- | ---- | -- | ---- |
| Австралія | 4 | 4 | 0 | 0 | 17 | 141 | 35  | +106 | 1  | 17   |
| Уельс     | 4 | 3 | 0 | 1 | 11 | 111 | 62  | +49  | 1  | 13   |
| Англія    | 4 | 2 | 0 | 2 | 16 | 133 | 75  | +58  | 3  | 11   |
| Фіджі     | 4 | 1 | 0 | 3 | 10 | 84  | 101 | –17  | 1  | 5    |
| Уругвай   | 4 | 0 | 0 | 4 | 2  | 30  | 226 | –196 | 0  | 0    |

| 18 вересня 2015 | Англія    | 35–11 (18-8)  | Фіджі                        | Твікенем, Лондон             |
| 20 вересня 2015 | Уельс     | 54–9 (28-9)   | Уругвай                      | Мілленіум, Кардіф            |
| 23 вересня 2015 | Австралія | 28-13 (18-3)  | Фіджі                        | Мілленіум, Кардіф            |
| 26 вересня 2015 | Англія    | 25-28 (16-9)  | Уельс                        | Твікенем, Лондон             |
| 27 вересня 2015 | Австралія | 65-3 (31-3)   | Уругвай                      | Вілла Парк, Бірмінгем        |
| 1 жовтня 2015   | Уельс     | 23-13 (17-6)  | Фіджі \| \|Мілленіум, Кардіф |                              |
| 3 жовтня 2015   | Англія    | 13-33 (3-17)  | Австралія                    | Твікенем, Лондон             |
| 6 жовтня 2015   | Фіджі     | 47-15 (26-10) | Уругвай                      | Стадіон мк, Мілтон-Кінз      |
| 10 жовтня 2015  | Австралія | 15-6 (9-6)    | Уельс                        | Твікенем, Лондон             |
| 10 жовтня 2015  | Англія    | 60-3 (21-3)   | Уругвай                      | Сіті оф Манчестер, Манчестер |

### Група B
| Команда   | І | В | Н | П | Сп | ЗдО | ПрО | +/−  | БО | Очки |
| --------- | - | - | - | - | -- | --- | --- | ---- | -- | ---- |
| ПАР       | 4 | 3 | 0 | 1 | 23 | 176 | 56  | +120 | 4  | 16   |
| Шотландія | 4 | 3 | 0 | 1 | 14 | 136 | 93  | +43  | 2  | 14   |
| Японія    | 4 | 3 | 0 | 1 | 9  | 98  | 100 | –2   | 0  | 12   |
| Самоа     | 4 | 1 | 0 | 3 | 7  | 69  | 124 | –55  | 2  | 6    |
| США       | 4 | 0 | 0 | 4 | 5  | 50  | 156 | –106 | 0  | 0    |

| 19 вересня 2015 | ПАР       | 32–34 (12-10) | Японія    | Громадський стадіон Брайтона, Брайтон |
| 20 вересня 2015 | Самоа     | 25–16 (14-8)  | США       | Громадський стадіон Брайтона, Брайтон |
| 23 вересня 2015 | Шотландія | 45-10 (12-7)  | Японія    | Кінгсгольм, Глостер                   |
| 26 вересня 2015 | ПАР       | 46-6 (17-6)   | Самоа     | Вілла Парк, Бірмінгем                 |
| 27 вересня 2015 | Шотландія | 39-16 (-)     | США       | Елланд Роуд, Лідс                     |
| 3 жовтня 2015   | Самоа     | 5-26 (-)      | Японія    | Стедіум мк, Мілтон-Кінз               |
| 3 жовтня 2015   | ПАР       | 34-16 (20-3)  | Шотландія | Сент Джеймс Парк, Ньюкасл             |
| 7 жовтня 2015   | ПАР       | 64-0 (14-0)   | США       | Олімпійський стадіон, Лондон          |
| 10 жовтня 2015  | Самоа     | 33-36 (26-23) | Шотландія | Сент Джеймс Парк, Ньюкасл             |
| 11 жовтня 2015  | США       | 18-28 (8-17)  | Японія    | Кінсгольм, Глостер                    |

### Група C
| Команда       | І | В | Н | П | Сп | ЗдО | ПрО | +/−  | БО | Очки |
| ------------- | - | - | - | - | -- | --- | --- | ---- | -- | ---- |
| Нова Зеландія | 4 | 4 | 0 | 0 | 25 | 174 | 49  | +125 | 3  | 19   |
| Аргентина     | 4 | 3 | 0 | 1 | 22 | 179 | 70  | +109 | 3  | 15   |
| Грузія        | 4 | 2 | 0 | 2 | 5  | 53  | 123 | –70  | 0  | 8    |
| Тонга         | 4 | 1 | 0 | 3 | 8  | 70  | 130 | –60  | 2  | 6    |
| Намібія       | 4 | 0 | 0 | 4 | 8  | 70  | 174 | –104 | 1  | 1    |

| 19 вересня 2015 | Тонга         | 10–17 (3-10)        | Грузія            | Кінгзголм, Глостер           |
| 20 вересня 2015 | Нова Зеландія | 26–16 (12-13)       | Аргентина         | Вемблі, Лондон               |
| 24 вересня 2015 | Нова Зеландія | 58-14 (34-6)        | Намібія           | Олімпійський стадіон, Лондон |
| 25 вересня 2015 | Аргентина     | 54-9 (14-9)         | Грузія            | Кінгзголм, Глостер           |
| 29 вересня 2015 | Тонга         | 35-21 (22-7)        | Намібія           | Сенді-Парк, Ексетер          |
| 2 жовтня 2015   | Нова Зеландія | 43-10 (22-10)Грузія | Мілленіум, Кардіф |                              |
| 4 жовтня 2015   | Аргентина     | 45-16 (20-13)       | Тонга             | Кінг Павер Стедіум, Лестер   |
| 7 жовтня 2015   | Намібія       | 16-17 (6-0)         | Грузія            | Сенді-Парк, Ексетер          |
| 9 жовтня 2015   | Нова Зеландія | 47-9 (14-3)         | Тонга             | Сент-Джеймс Парк, Ньюкасл    |
| 11 жовтня 2015  | Аргентина     | 64-19 (36-7)        | Намібія           | Кінг Павер Стедіум, Лестер   |

### Група D
| Команда  | І | В | Н | П | Сп | ЗдО | ПрО | +/− | БО | Очки |
| -------- | - | - | - | - | -- | --- | --- | --- | -- | ---- |
| Ірландія | 4 | 4 | 0 | 0 | 16 | 134 | 35  | +99 | 2  | 18   |
| Франція  | 4 | 3 | 0 | 1 | 12 | 120 | 63  | +57 | 2  | 14   |
| Італія   | 4 | 2 | 0 | 2 | 7  | 74  | 88  | –14 | 2  | 10   |
| Румунія  | 4 | 1 | 0 | 3 | 7  | 60  | 129 | –69 | 0  | 4    |
| Канада   | 4 | 0 | 0 | 4 | 7  | 58  | 131 | –73 | 2  | 2    |

| 19 вересня 2015 | Ірландія | 50–7 (29-0)   | Канада   | Мілленіум, Кардіф            |
| 19 вересня 2015 | Франція  | 32–10 (15-3)  | Італія   | Твікенем, Лондон             |
| 23 вересня 2015 | Франція  | 38-11 (17-6)  | Румунія  | Олімпійський стадіон, Лондон |
| 26 вересня 2015 | Італія   | 23-18 (13-10) | Канада   | Елланд-Роуд, Лідс            |
| 27 вересня 2015 | Ірландія | 44-10 (18-3)  | Румунія  | Вемблі, Лондон               |
| 1 жовтня 2015   | Франція  | 41-18 (24-12) | Канада   | Стедіум мк, Мілтон-Кінз      |
| 4 жовтня 2015   | Ірландія | 16-9 (10-6)   | Італія   | Олімпійський стадіон, Лондон |
| 6 жовтня 2015   | Канада   | 15-17 (8-0)   | Румунія  | Кінг Павер Стедіум, Лестер   |
| 11 жовтня 2015  | Італія   | 32-22 (22-3)  | Румунія  | Сенді-Парк, Ексетер          |
| 11 жовтня 2015  | Франція  | 9-24 (6-9)    | Ірландія | Мілленіум, Кардіф            |

## Плей-оф
|  | Чвертьфінали             | Чвертьфінали         |                      |           | Півфінали   | Півфінали   |  |  | Фінал                            | Фінал |
|  |                          |                      |                      |           |             |             |  |  |                                  |       |
|  | 17 жовтня 2015 Твікенем  |                      |                      |           |             |             |  |  |                                  |       |
|  |                          |                      |                      |           |             |             |  |  |                                  |       |
|  | ПАР                      | 23                   |                      |           |             |             |  |  |                                  |       |
|  | ПАР                      | 23                   | 24 жовтня — Твікенем |           |             |             |  |  |                                  |       |
|  | Уельс                    | 19                   |                      |           |             |             |  |  |                                  |       |
|  | Уельс                    | 19                   | ПАР                  | 18        |             |             |  |  |                                  |       |
|  | 17 жовтня 2015 Мілленіум |                      | ПАР                  | 18        |             |             |  |  |                                  |       |
|  |                          | Нова Зеландія        | 20                   |           |             |             |  |  |                                  |       |
|  | Нова Зеландія            | Нова Зеландія        | 20                   | 62        |             |             |  |  |                                  |       |
|  | Нова Зеландія            |                      | 31 жовтня — Твікенем | 62        |             |             |  |  |                                  |       |
|  | Франція                  | 13                   |                      |           |             |             |  |  |                                  |       |
|  | Франція                  | 13                   | Нова Зеландія        | 34        |             |             |  |  |                                  |       |
|  | 18 жовтня 2015 Мілленіум |                      | Нова Зеландія        | 34        |             |             |  |  |                                  |       |
|  |                          | Австралія            | 17                   |           |             |             |  |  |                                  |       |
|  | Ірландія                 | Австралія            | 17                   | 20        |             |             |  |  |                                  |       |
|  | Ірландія                 | 25 жовтня — Твікенем |                      | 20        |             |             |  |  |                                  |       |
|  | Аргентина                | 43                   |                      |           |             |             |  |  |                                  |       |
|  | Аргентина                | 43                   | Аргентина            | 15        | Третє місце | Третє місце |  |  |                                  |       |
|  | 18 жовтня 2015 Твікенем  |                      | Аргентина            | 15        | Третє місце | Третє місце |  |  |                                  |       |
|  |                          | Австралія            | 29                   |           |             |             |  |  |                                  |       |
|  | Австралія                | Австралія            | 29                   | 35        | ПАР         | 24          |  |  |                                  |       |
|  | Австралія                |                      |                      | 35        | ПАР         | 24          |  |  |                                  |       |
|  | Шотландія                | 34                   |                      | Аргентина | 13          |             |  |  |                                  |       |
|  | Шотландія                | 34                   |                      |           | 13          |             |  |  |                                  |       |
|  |                          |                      |                      |           |             |             |  |  | 30 жовтня — Олімпійський стадіон |       |
|  |                          |                      |                      |           |             |             |  |  |                                  |       |

### Чвертьфінал
| 17 жовтня 2015 | ПАР           | 23 — 19 (12-13) | Уельс     | Твікенем, Лондон   |
| 17 жовтня 2015 | Нова Зеландія | 62 — 13 (29-13) | Франція   | Мілленіум, Кардіфф |
| 18 жовтня 2015 | Ірландія      | 20 — 43 (10-20) | Аргентина | Мілленіум, Кардіфф |
| 18 жовтня 2015 | Австралія     | 35 — 34 (15-16) | Шотландія | Tвiкeнeм, Лондон   |

### Півфінали
| 24 жовтня 2015 | ПАР       | 18 — 20 (12-7) | Нова Зеландія | Tвiкeнeм, Лондон |
| 25 жовтня 2015 | Аргентина | 15 — 29 (9-19) | Австралія     | Tвiкeнeм, Лондон |

### Фінал
| 31 жовтня 2015 | Нова Зеландія | 34-17 (16-3) | Австралія | Tвiкeнeм, Лондон |

## Виноски
1. ↑  England set to get 2015 World Cup. BBC Sport. 30 червня 2009. Архів оригіналу за 8 вересня 2017. Процитовано 30 червня 2009.
2. ↑  Manchester City stadium to become Premier League's third largest. ESPN. 13 серпня 2015. Архів оригіналу за 24 листопада 2015. Процитовано 10 жовтня 2015.